# Nystalea indiana
Nystalea indiana är en fjärilsart som beskrevs av Augustus Radcliffe Grote 1884. Nystalea indiana ingår i släktet Nystalea och familjen tandspinnare. Inga underarter finns listade i Catalogue of Life.